# Lindow (Mark)
Lindow (Mark) – miasto w Niemczech w kraju związkowym Brandenburgia, w powiecie Ostprignitz-Ruppin, siedziba urzędu Lindow (Mark).

## Geografia
Lindow (Mark) leży ok. 14 km na wschód od Neuruppina i ok. 29 km na północny zachód od Oranienburga, nad trzema jeziorami: Gudelack, Vielitz Wutz.

## Nazwa
Urzędowa forma nazwy jest dwuczłonowa, przy czym drugi wyraz zapisywany jest w nawiasie; potocznie nazwę miasta 
skraca się do samego Lindow. Lindow reklamuje się jako "Miasto trzech jezior" (Stadt der drei Seen, Drei-Seen-Stadt).

## Dzielnice miasta

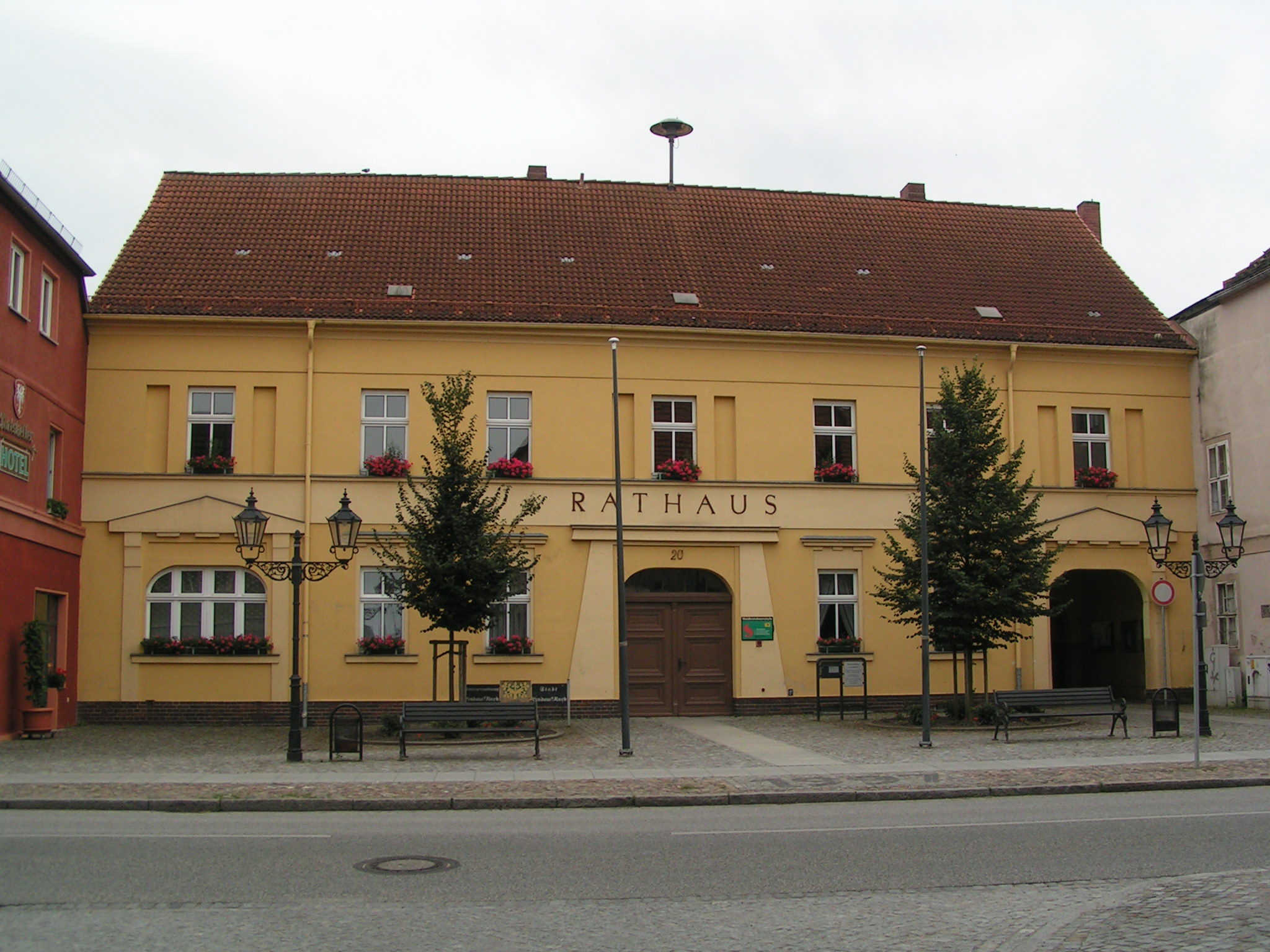
Ratusz

- Banzendorf
- Hindenberg
- Keller
- Klosterheide
- Schöneberg (Mark)

## Współpraca zagraniczna
- Harfleur, Francja
- Jemiołów, Polska